# Jacqueline Bisset

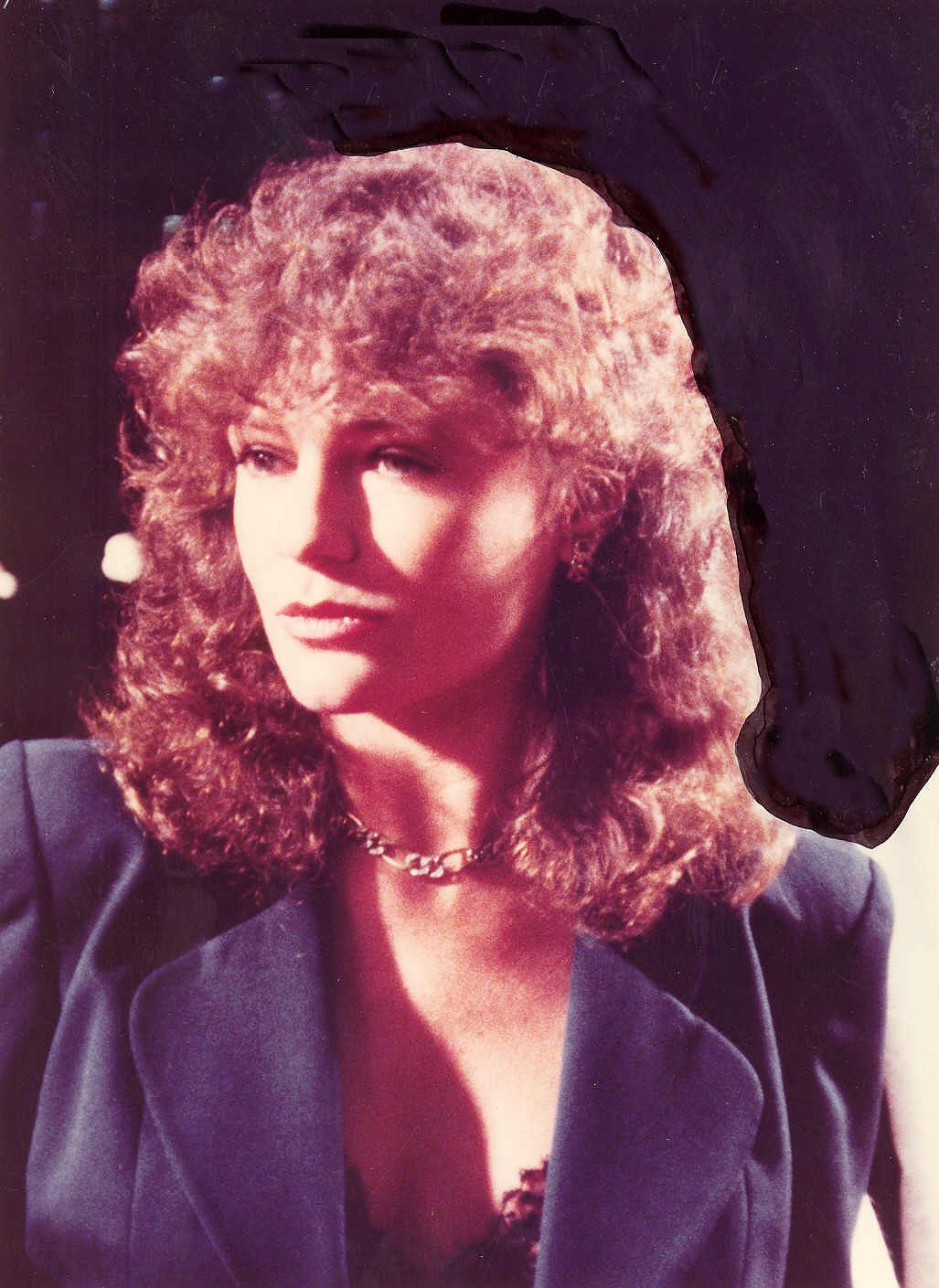
Jacqueline Bisset in 1979

Jacqueline Bisset, geboren als Winifred Jacqueline Fraser-Bisset (Weybridge, 13 september 1944), is een Brits actrice. Ze was vooral in de jaren 60 en 70 een grote internationale filmster. Ze speelde in onder meer Casino Royale (1967), Bullitt (1968), La Nuit américaine (1973), Murder on the Orient Express (1974) en The Deep (1977).

## Biografie
Bisset maakte haar debuut in 1967 in de film Two for the Road en speelde vervolgens de rol van Miss Goodthighs in de James Bondparodie Casino Royale. Het jaar daarop verving ze Mia Farrow in The Detective en speelde tegenover Steve McQueen in Bullitt.
In 1973 had ze een hoofdrol in de met een Oscar bekroonde film La Nuit américaine van de Franse regisseur François Truffaut. Vanaf dat moment werd ze serieus genomen als actrice. Met haar optreden in The Deep (1977), waarin ze onder water zwom, gekleed in alleen een T-shirt, werd ze ook een sekssymbool. Het Amerikaanse tijdschrift Newsweek noemde haar "de mooiste filmactrice aller tijden".
Na een carrière van 40 jaar is Bisset nog steeds veel gevraagd als actrice. In 2000 speelde ze de heilige Maria en in 2003 speelde ze Jacqueline Kennedy Onassis in Amerikaanse televisiefilms. Ze heeft ook gastrollen in de Amerikaanse televisieseries Nip/Tuck en Ally McBeal vervuld.
Bisset is peetmoeder van de actrice Angelina Jolie.

## Prijzen en erkenningen
Bisset won in 2014 een Golden Globe voor beste vrouwelijke bijrol in een miniserie voor televisie. Ze won de prijs voor haar rol als Lavinia Cremone in de miniserie Dancing on the Edge.
Bisset werd daarnaast vier keer voor een Golden Globe genomineerd, de eerste keer in 1969 voor most promising newcomer. Voor haar rol in de tv-miniserie Joan of Arc werd Bisset in 2000 genomineerd voor zowel een Golden Globe als een Emmy. En voor haar rol in de film La Cérémonie (1995) van Claude Chabrol werd ze genomineerd voor een César, de nationale filmprijs van Frankrijk.

## Filmografie
Een selectie van films waarin Bisset heeft gespeeld:
- Two for the Road (1967)
- The Cape Town affair (1967)
- Casino Royale (1967)
- Bullitt (1968)
- The First Time (1969)
- Airport (1970)
- The Mephisto Waltz (1970)
- Le Magnifique (1973)
- La Nuit américaine (1973)
- Murder on the Orient Express (1974)
- La donna della domenica (1975)
- The Deep (1977)
- Who Is Killing the Great Chefs of Europe? (1978)
- The Greek Tycoon (1978)
- The Thief Who Came to Dinner (1979)
- Rich and Famous (1981)
- Inchon (1982)
- Class (1983)
- Forbidden (1984)
- Under the Volcano (1984)
- Scenes from the Class Struggle in Beverly Hills (1989)
- Wild Orchid (1989)
- La Cérémonie (1995)
- Joan of Arc (1999) (televisiefilm)
- Domino (2005)
- Two Jacks (2012)
- Welcome to New York (2014)
- Miss You Already (2015)
- L'Amant double (2017)